# Wincenty Witos
Wincenty Witos (21. nebo 22. ledna 1874 Wierzchosławice – 30. nebo 31. října 1945 Krakov) byl polský politik, trojnásobný premiér druhé Polské republiky.

## Životopis

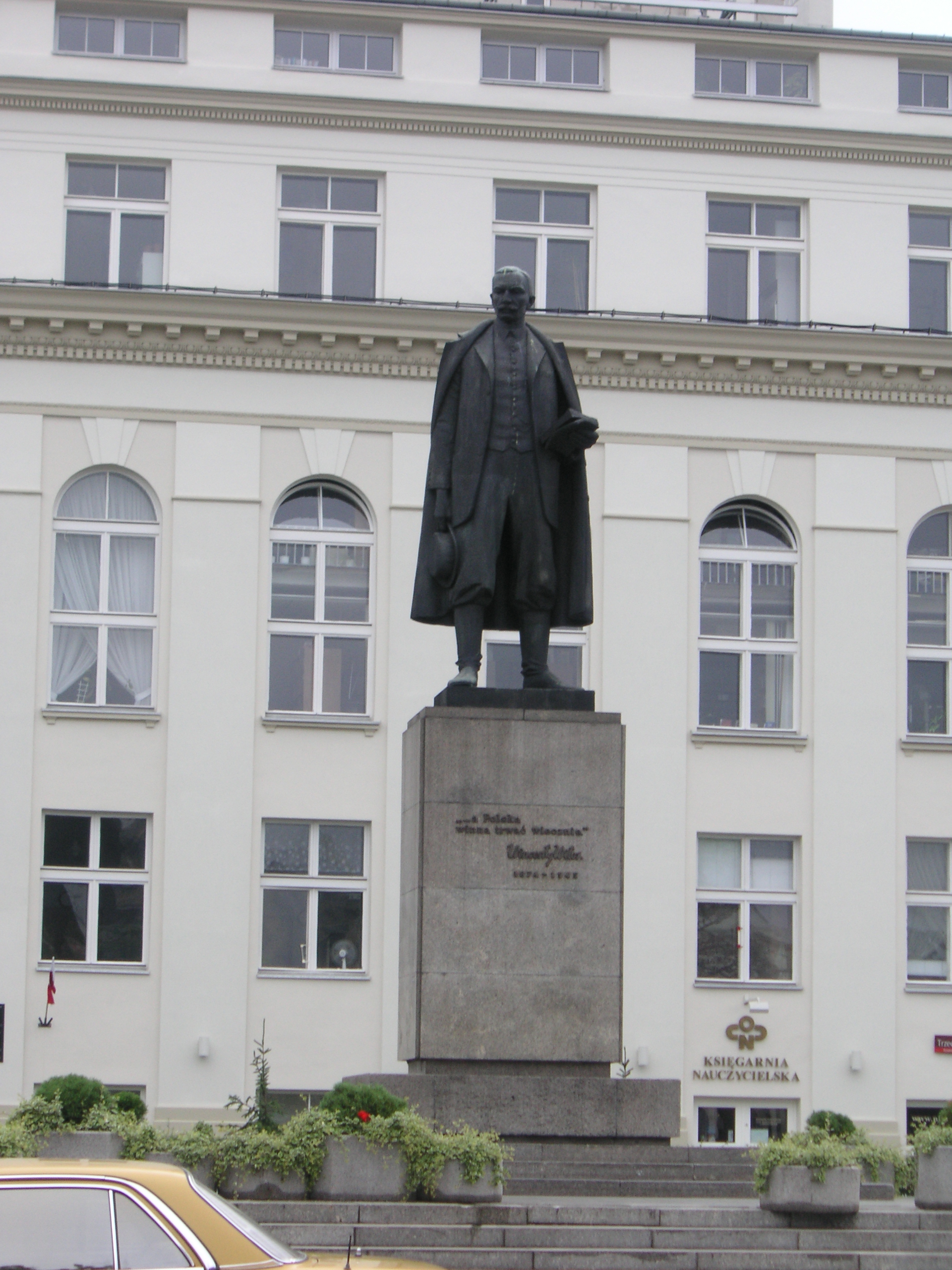
Witosův památník ve Varšavě

V letech 1895–1897 sloužil Witos v armádě, kde působil v dělostřelectvu. Politicky aktivní byl již za Rakouska-Uherska. Po odchodu z armády se stal členem Polské lidové strany.
Počátkem 20. století byl poslancem Haličského zemského sněmu ve Lvově, kde zůstal do roku 1914. Ve volbách do Říšské rady roku 1911 se stal poslancem Říšské rady (celostátní parlament), kam byl zvolen za okrsek Halič 42. Usedl do poslanecké frakce Polský klub. Ve vídeňském parlamentu setrval do zániku monarchie.
V letech 1917–1918 byl Witos členem Národní ligy.
Roku 1919 se stal poslancem Sejmu. Roku 1920 se stal premiérem Polska, kterým byl s několika pauzami. Roku 1926 vyprovokoval maršál Józef Piłsudski tzv. Květnový převrat, který byl mířen proti autoritářskému prezidentovi Stanisławu Wojciechowskému. Witos stál na prezidentově straně, proto musel odstoupit a stal se odpůrcem sanace.
Roku 1930 byl zatčen a pro údajný pokus o převrat odsouzen na jeden a půl roku vězení v Brest-Litevsku. Po propuštění odešel do emigrace. Léta 1933 až 1939 strávil v Československu.
V březnu 1939 se Witos vrátil do Polska. V Československu se přestal cítit bezpečně poté, co německá armáda začala okupovat zbytek Čech a Moravy. Dne 31. srpna téhož roku zemřela jeho žena Katarzyna. Následujícího dne proběhla německá invaze do Polska a Witos byl zatčen. Německé úřady zkoušely Witose přesvědčit ke kolaboraci, ten však odmítal. V roce 1941 byl sice propuštěn, zůstal však nadále pod dohledem gestapa.
V roce 1945 mu byla nabídnuta funkce prezidenta Zemské národní rady, což však odmítl. Až do smrti byl předsedou Polské lidové strany.